# Acanthurus leucopareius
Acanthurus leucopareius е вид лъчеперка от семейство Acanthuridae. Видът е незастрашен от изчезване.

## Разпространение и местообитание
Разпространен е в Гуам, Китай, Макао, Малки далечни острови на САЩ (Мидуей и Уейк), Нова Каледония, Острови Кук, Питкерн, Провинции в КНР, САЩ (Хавайски острови), Северни Мариански острови, Тайван, Френска Полинезия, Хонконг, Чили (Великденски остров) и Япония.
Среща се на дълбочина от 1 до 26 m, при температура на водата от 22,4 до 28,3 °C и соленост 34,2 – 35,6 ‰.

## Описание
На дължина достигат до 25 cm.
Популацията им е стабилна.